# グラスゴー国際空港
グラスゴー空港（グラスゴーくうこう、スコットランド語:Glesga Airport、スコットランド・ゲール語：Port-adhair Eadar-nàiseanta Ghlaschu、英語: Glasgow Airport,旧:Abbotsinch Airport）は、スコットランドのグラスゴー中心部から約11km西にある国際空港である。スコットランド内ではエディンバラ空港の次に発着便数が多く、2015年には約870万人の旅客を扱い国内の空港で8位だった。スコットランド西部の主要空港であり、長距離便も多数運航している。
ヒースロー・エアポート・ホールディングス（前：英国空港運営公団、以下BAA）による経営及び運営が、
アバディーン空港やサウサンプトン空港を所有するAGS空港有限会社へと移った。
空港内テナントの最大利用社は、ブリティッシュ・エアウェイズとローガンエアーで、後者はハブ空港として利用している。
その他の主な航空会社としては、イージージェット、Jet2.com、ライアンエアー、TUIエアウェイズなど。
1966年に開業し、当初はイギリスやヨーロッパ圏内の運行のみであった。1975年にBAAが経営を開始し同社が1980年代に民営化された頃に、圏外便を提供し始めた。それ以前に圏外便を管轄してたグラスゴー・プレストウィック空港は都市内の第二空港へと降格し、格安航空会社や貨物事業者、チャーター事業者を扱った。

## 就航路線

### 旅客便
| 航空会社                         | 目的地 |
| -------------------------------- | --- |
| エアリンガス・リージョナル       | コーク、ダブリン |
| エア・カナダ・ルージュ           | 季節運航：トロント／ピアソン |
| エア・トランザット               | トロント／ピアソン 季節運航：バンクーバー |
| アメリカン航空                   | 季節運航：フィラデルフィア |
| BHエア                           | 季節チャーター便：ブルガス |
| ブルーエア                       | ブカレスト |
| ブリティッシュ・エアウェイズ     | ロンドン／シティ、ロンドン／ガトウィック、ロンドン／ヒースロー 季節チャーター便：バルセロナ、ファロ、マラガ、メノルカ、ミラノ／マルペンサ、パルマ・デ・マヨルカ、レウス、ザルツブルク、ヴェネツィア |
| デルタ航空                       | 季節運航：ニューヨーク／ジョン・F・ケネディ |
| イージージェット                 | アリカンテ、アムステルダム、ベルファスト／インターナショナル、ベルリン／シェーネフェルト、ブリストル、ファロ、ジャージー、ロンドン／ガトウィック、ロンドン／ルートン、ロンドン／スタンステッド、マラガ、ミラノ／マルペンサ、パリ／シャルル・ド・ゴール 季節運航：ボルドー、ジュネーヴ、コス 、マルセイユ、パルマ・デ・マヨルカ、スプリット |
| エミレーツ航空                   | ドバイ |
| ユーロウイングス                 | デュッセルドルフ |
| アイスランド航空                 | レイキャヴィーク／ケプラヴィーク |
| Jet2.com                         | アリカンテ、フエルテベントゥラ、グランカナリア、ランサローテ、マデイラ、テネリフェ・スール 季節運航：アンタルヤ、バルセロナ、ボドルム（2018年5月3日より再開予定）、コルフ、ダラマン、ドゥブロヴニク、ファロ、ジローナ、グルノーブル、マラガ、イラクリオン、イビサ、ケファロニア島（2018年5月9日より運航開始）、ラルナカ、マルタ、メノルカ、パルマ・デ・マヨルカ、パフォス、プラハ、レウス、ロードス、ローマ／フィウミチーノ、テッサロニキ（2018年5月29日より運航開始）、ザキントス |
| KLMオランダ航空                  | アムステルダム |
| ローガンエアー                   | バラ島、ベンベキュラ島、キャンベルタウン (スコットランド)、バンベッグ（2018年3月25日より再開）、アイラ島、メインランド島 (オークニー諸島)、ストーノーウェイ、サンボロー、タイリー島 季節運航：ベルゲン（2018年5月27日より再開）、ガンジー（2018年5月26日より運航開始） |
| ルフトハンザドイツ航空           | フランクフルト（2018年3月26日より運航再開）、ミュンヘン |
| ライアンエアー                   | アリカンテ（2018年10月25日まで運航）、ベルリン／シェーネフェルト（2018年10月27日まで運航）、シャルルロワ（2018年10月27日まで運航）、ロンドンデリー（2018年10月27日まで運航）、ダブリン、フランクフルト（2018年10月27日まで運航）、クラクフ、リスボン（2018年10月25日まで運航）、ランサローテ（2018年10月27日まで運航）マドリード（2018年10月27日まで運航）、マラガ（2018年10月27日まで運航）、リガ（2018年10月24日まで運航）、ソフィア（2018年10月24日まで運航）、バレンシア（2018年10月26日まで運航）、ワルシャワ／モドリン（2018年10月26日まで運航）、ヴロツワフ 季節運航：グラン・カナリア島 (2018年3月26日から2018年10月22日まで運航）、ロンドン／スタンステッド(2018年3月25日から2018年10月27日まで運航）、ブィドゴシュチュ（2018年10月26日まで運航）、カルカソンヌ（2018年10月27日まで運航）、ハニア（2018年10月24日まで運航）、パランガ（2018年10月25日まで運航） |
| TUIエアウェイズ                  | アリカンテ、、ランサローテ、サル、テネリフェ 季節運航：ブルガス、カンクン、コルフ、ダラマン、ドゥブロヴニク、グラン・カナリア島、イラクリオン、イビサ、ラルナカ、マラガ、メノルカ、ナポリ、オーランド／サンフォード、パルマ・デ・マヨルカ、パフォス、レウス、ロドス、ヴェローナ、ザキントス |
| ユナイテッド航空                 | 季節運航：ニューアーク |
| ヴァージン・アトランティック航空 | 季節運航：オーランド |
| ウエストジェット航空             | 季節運航：ハリファックス、トロント／ピアソン |
| ウィズエアー                     | ブダペスト、カトヴィツェ |

### 貨物便
| 航空会社                 | 目的地                                                               |
| ------------------------ | -------------------------------------------------------------------- |
| フェデックス・フィーダー | ロンドン／スタンステッド、ニューカッスル、パリ／シャルル・ド・ゴール |

## 計画
2005年にBAAは空港発展の諮問書を公開し、既存05/23滑走路を用いた北西航路や第二平行滑走路新設、
第二ターミナルに直接接続する東桟橋の（低コスト工法）拡張再開発、既存国際埠頭西側の拡張などを提示した。
また新たな鉄道ターミナル計画は、空港の旅客ターミナルや立体駐車場と密接に関連していた。
2006年11月29日にスコットランド議会は、グラスゴー中央駅-グラスゴー空港間をつなぐ2011年完成予定の新駅建設を承認したが、
コスト高騰により009年9月17日にスコットランド政府が中止した。
空港を通過した770万人の乗客の現在の姿が期待されている2030年までに空港を通過し、年間旅客数の予測3倍に応じて来る、今後25年間にいくつかの£2.9億の費用がかかることが予想される
BAAの計画では、2030年までに約2億9000万£の費用、また年間旅客数の3倍増が予想された。
空港に市内中心部をつなぐトラムトレイン路線構築が確認されている。

## 統計

### 年間運行数
旅客数は2006年に頂点に達し8800万人が利用した。2010年まで減少し、転じて上昇し続け2015年には8700万人に増加した。

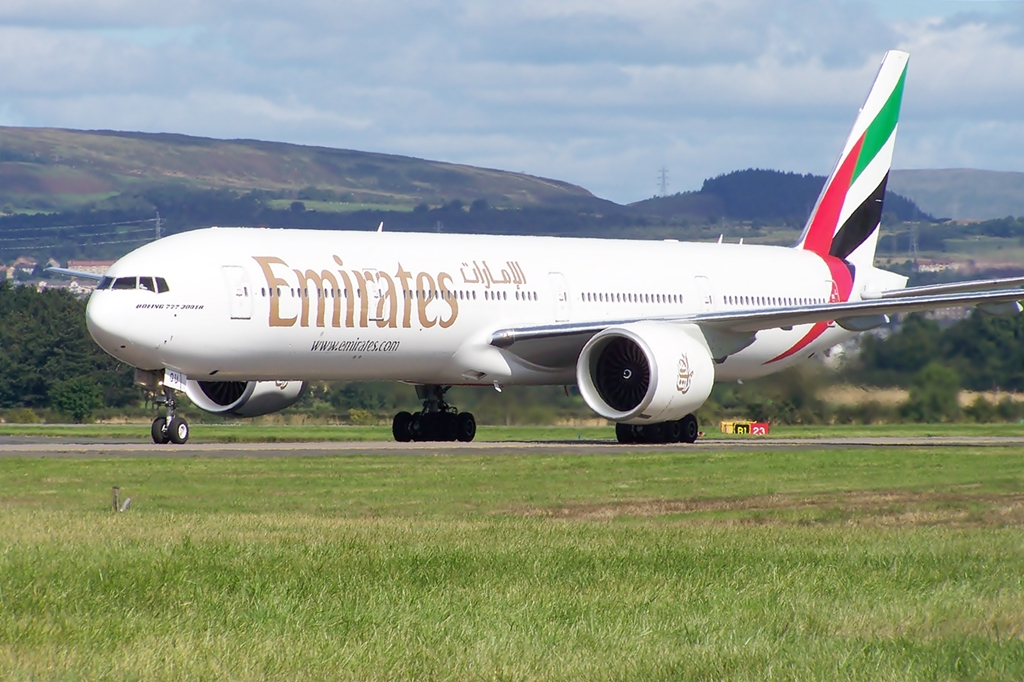
エミレーツ航空 Boeing 777-300ER

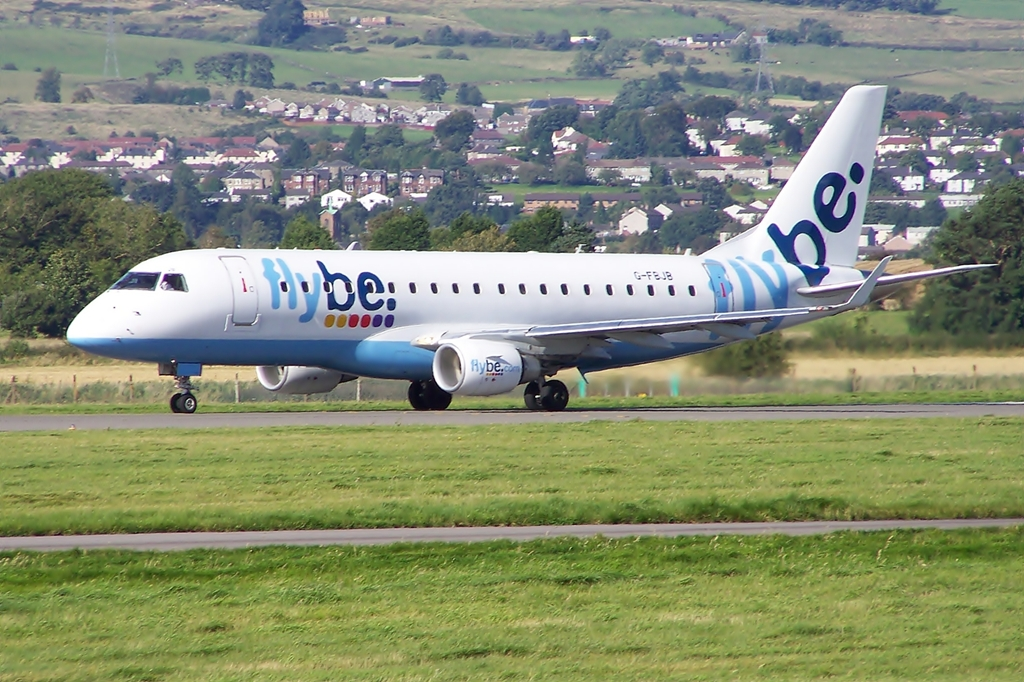
Flybe Embraer ERJ 175

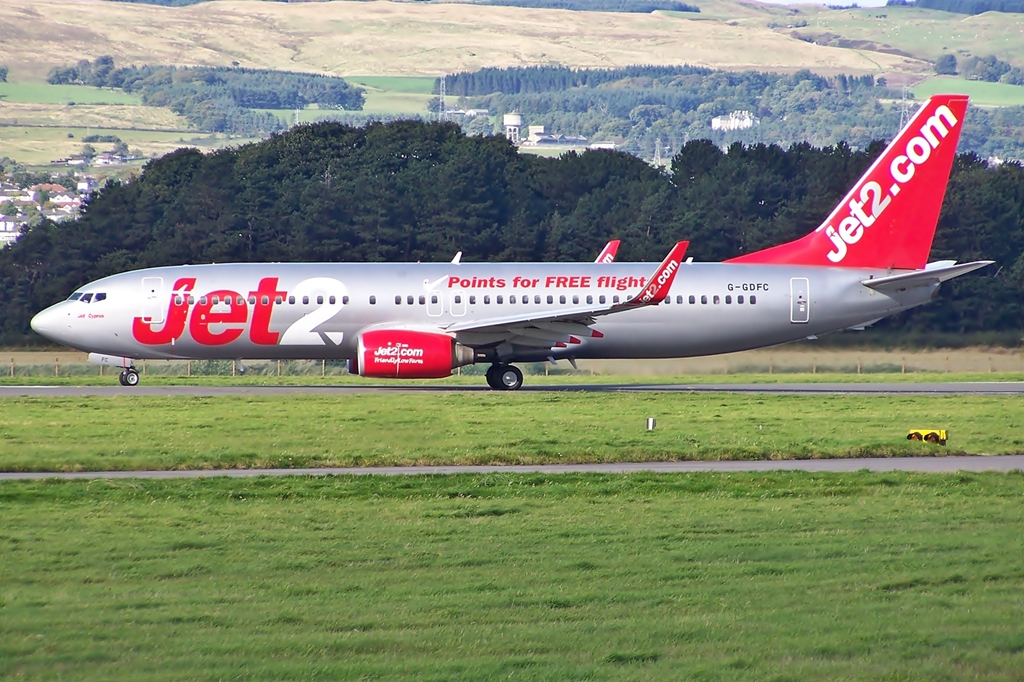
Jet2.com Boeing 737-800

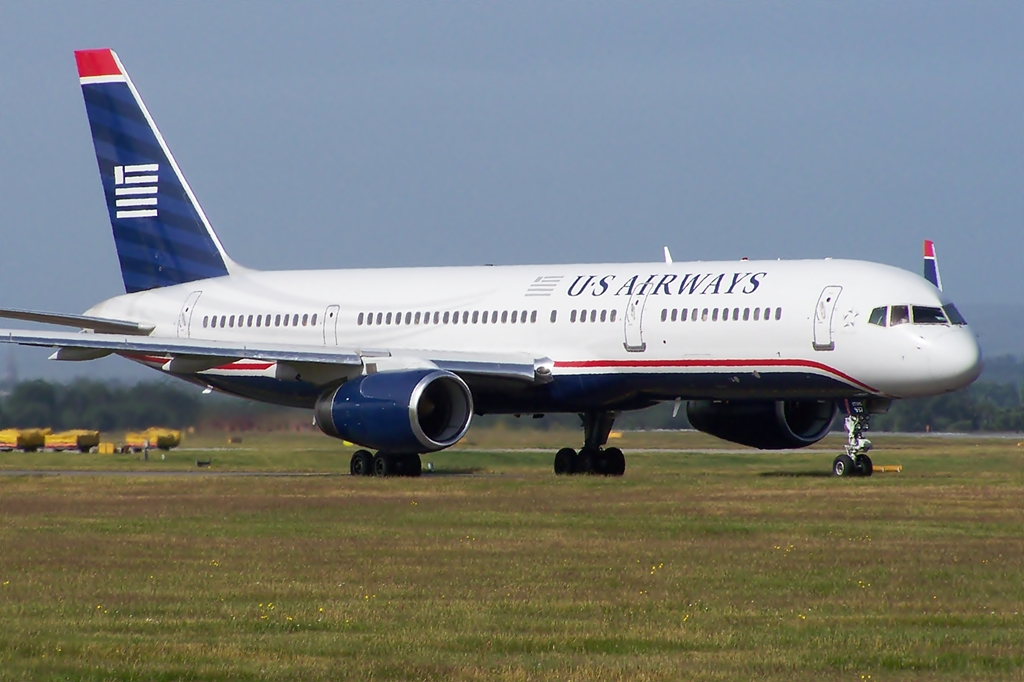
US Airways Boeing 757-200 taxiing

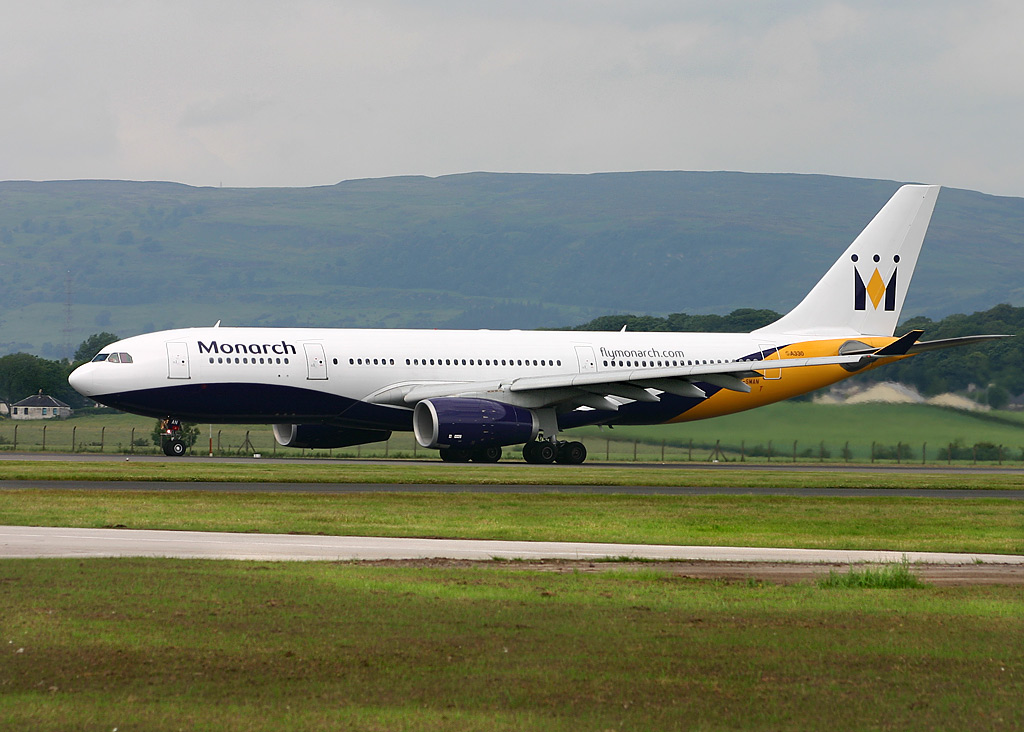
モナーク航空 Airbus A330-200

|                  |
| 2016年4月5日更新 |

|            | 乗客数    | 離着陸数 | 貨物 (トン) |
| ---------- | --------- | -------- | ----------- |
| 1997       | 6,117,006 | 98,204   | 10,574      |
| 1998       | 6,566,927 | 100,942  | 8,517       |
| 1999       | 6,813,955 | 101,608  | 8,972       |
| 2000       | 6,965,500 | 104,929  | 8,545       |
| 2001       | 7,292,327 | 110,408  | 5,928       |
| 2002       | 7,803,627 | 104,393  | 5,041       |
| 2003       | 8,129,713 | 105,597  | 4,927       |
| 2004       | 8,575,039 | 107,885  | 8,122       |
| 2005       | 8,792,915 | 110,581  | 8,733       |
| 2006       | 8,848,755 | 110,034  | 6,289       |
| 2007       | 8,795,653 | 108,305  | 4,276       |
| 2008       | 8,178,891 | 100,087  | 3,546       |
| 2009       | 7,225,021 | 85,281   | 2,334       |
| 2010       | 6,548,865 | 77,755   | 2,914       |
| 2011       | 6,880,217 | 78,111   | 2,430       |
| 2012       | 7,157,859 | 80,472   | 9,497       |
| 2013       | 7,363,764 | 79,520   | 11,837      |
| 2014       | 7,715,988 | 84,000   | 15,411      |
| 2015       | 8,714,307 | 90,870   | 13,193      |
| 参照元:CAA |           |          |             |

## 陸上輸送
ファーストグラスゴー社と空港の契約による2011年に開始した、グラスゴーシャトルバスサービス500のグラスゴーシティセンターへの24時間営業の接続便が現在利用できる。
マクギルバスサービス社は、ペイズリー・ギルモア・ストリート駅、ペイズリー中心部、アースキンとクライドバンクなどと空港を結ぶ757系統を運行しており、ナショナル・レール乗車券が使用可能である。